# Karl Eklund (militär)
Karl Heimer Eklund, född den 25 september 1908  i Karlsborg, Skaraborgs län, död den 24 april 1980 i Uppsala, var en svensk militär.
Eklund avlade studentexamen i Uppsala 1926 och officersexamen 1929. Han blev fänrik vid Upplands regemente sistnämnda år och löjtnant där 1933. Eklund genomgick Krigshögskolan 1935–1937. Han  befordrades till kapten vid Dalregementet 1941, till major vid generalstabskåren 1947 och till överstelöjtnant vid Upplands regemente 1951. Eklund var överste och chef för Arméns underofficersskola 1957–1965. Han blev riddare av Svärdsorden 1948 och kommendör av samma orden 1963. Eklund vilar på Uppsala gamla kyrkogård.